# Wallfahrtskirche Maria Hilf (Freystadt)

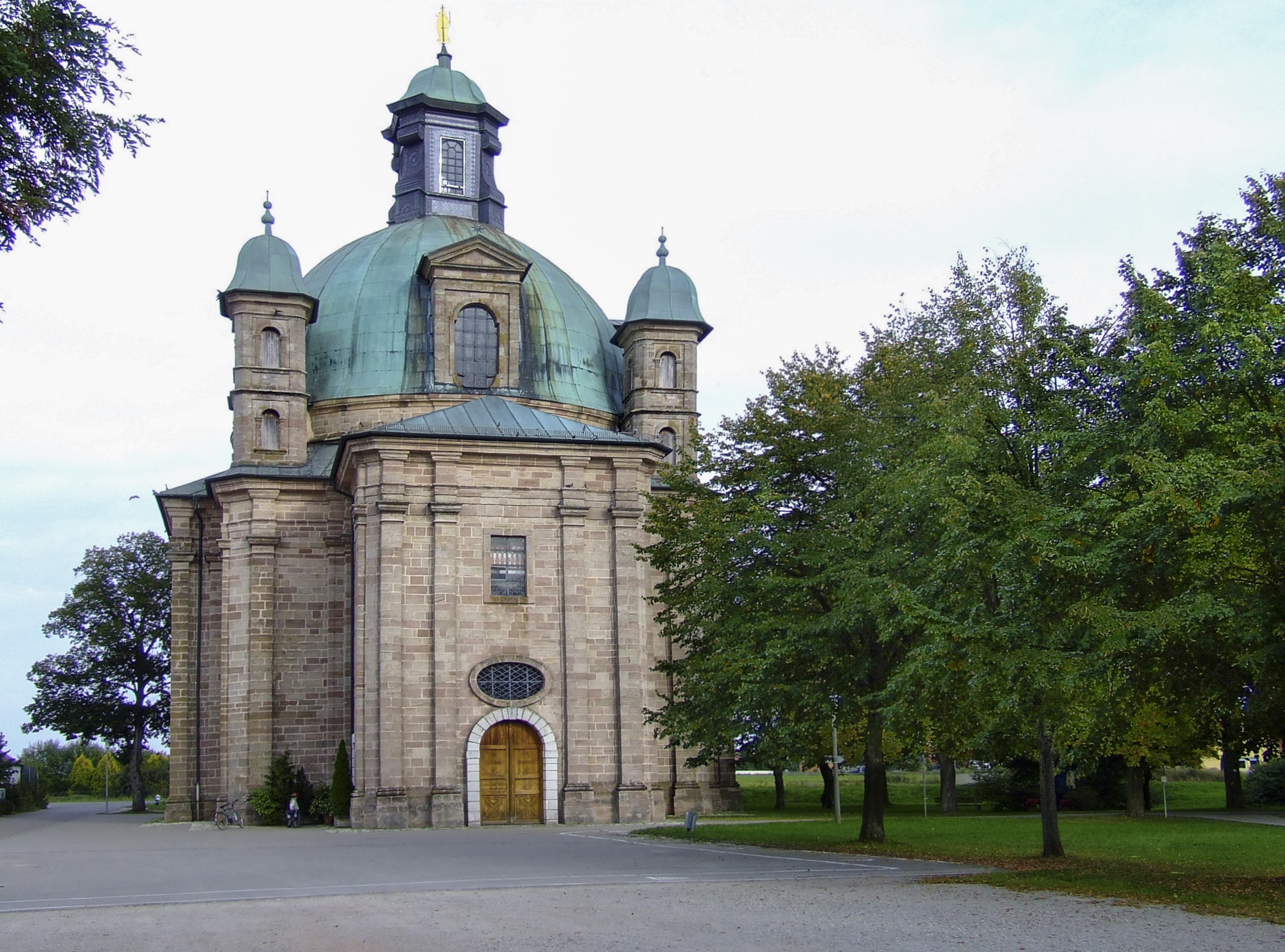
Die Kirche von Westen

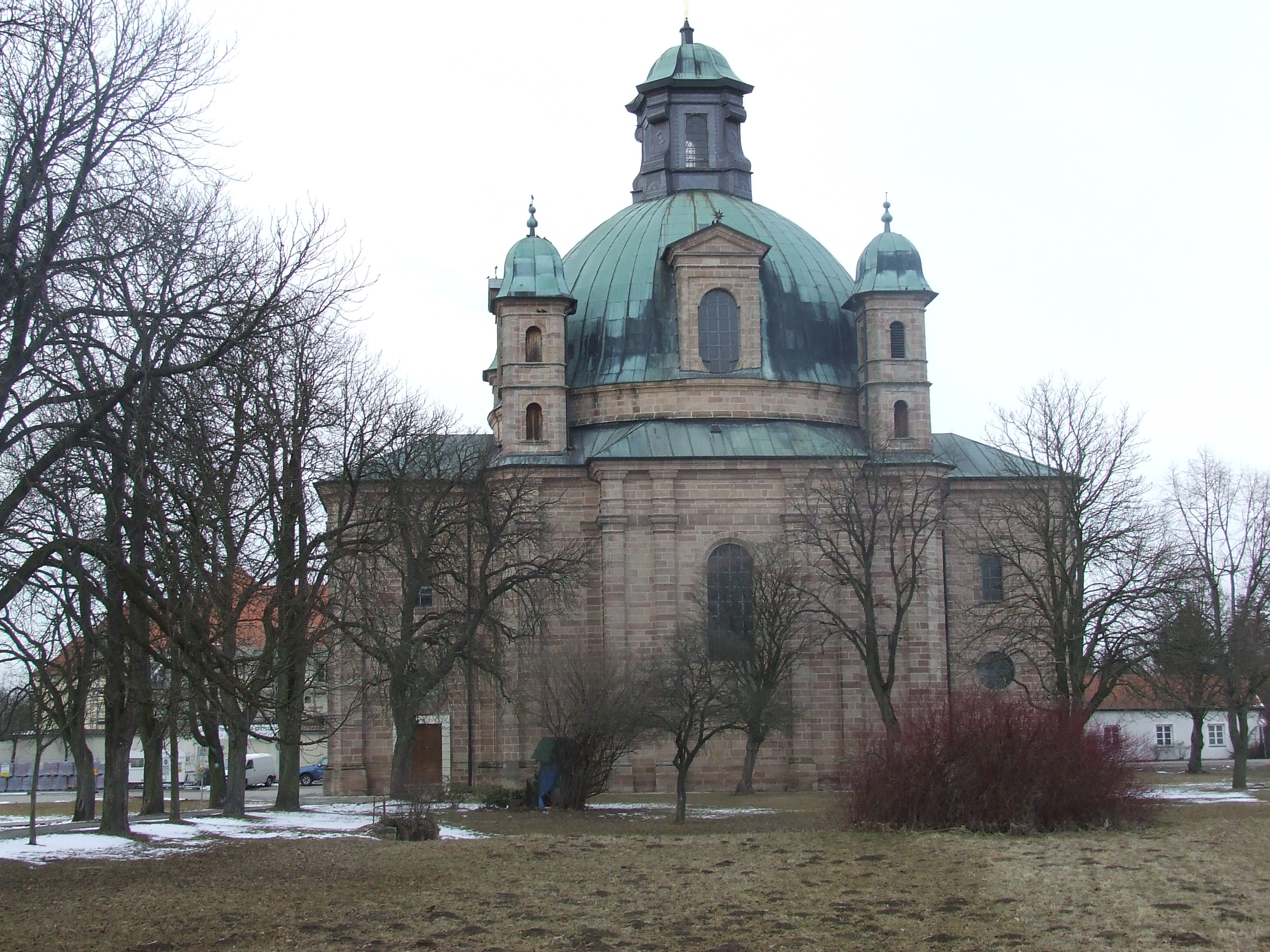
Die Kirche von Süden

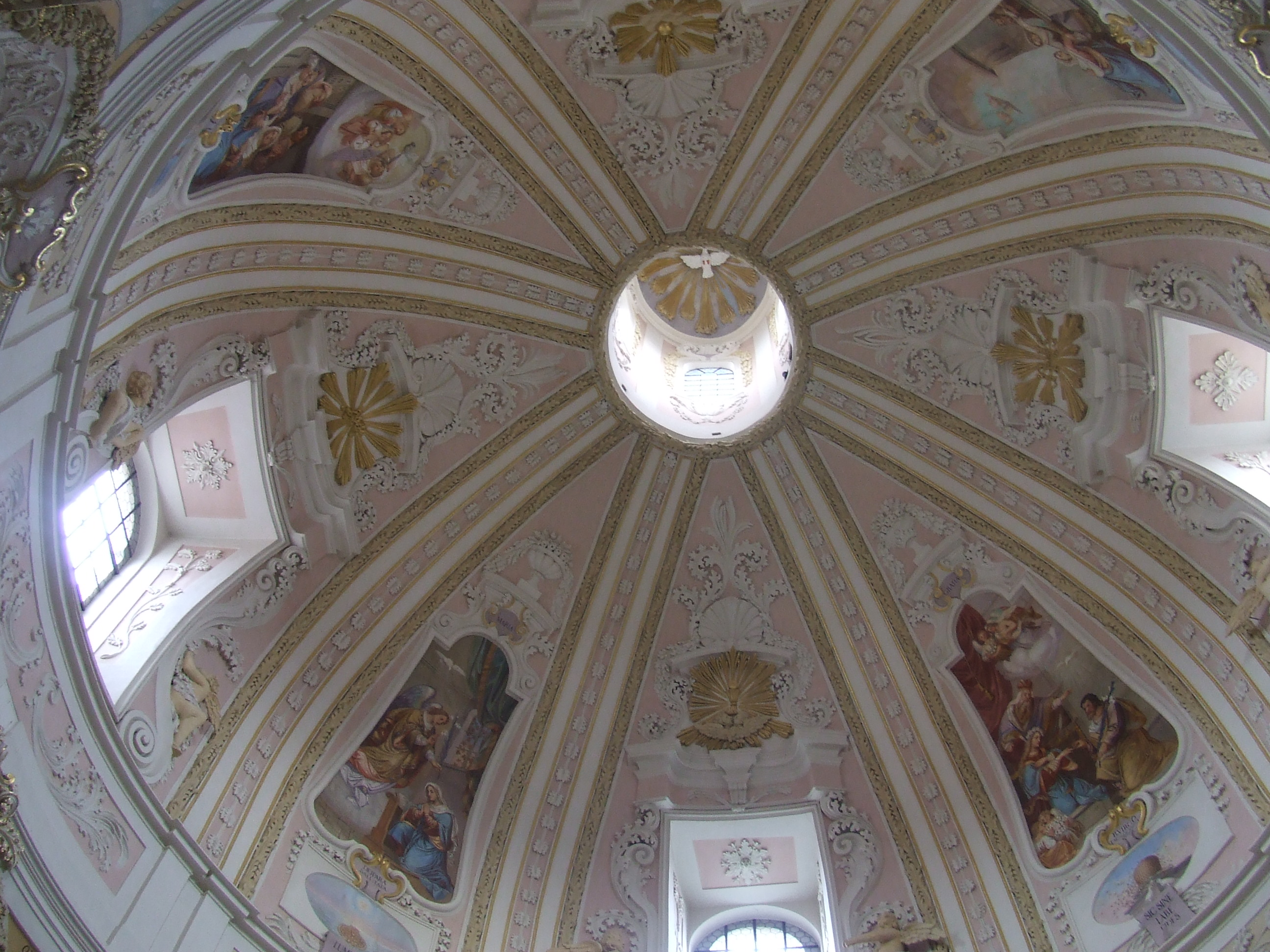
Die Kuppel

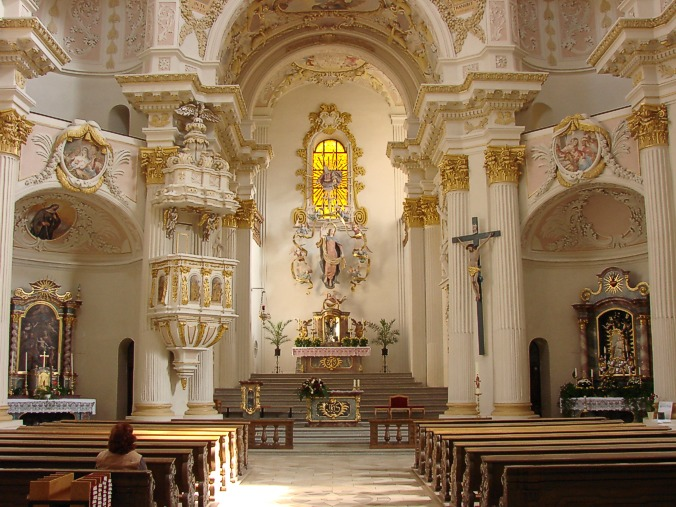
Blick in den Innenraum

Die Wallfahrtskirche Maria Hilf in Freystadt bei Neumarkt in der Oberpfalz ist ein bedeutender Zentralbau des deutschen Hochbarocks. Die Kirche befindet sich zusammen mit dem Kloster Freystadt auf einer weiten flachen Wiese nördlich vor den Toren des kleinen Städtchens.

## Geschichte
Gegen Ende des Dreißigjährigen Krieges errichteten die beiden Hirtenbuben Hans Popp und Hans Steinmetz auf der Rosswiese im Norden von Freystadt eine kleine Kapelle aus Holz und Lehm. Dort stellten sie ein von einer Sarah Frank geschenktes Marienbild auf. Wegen des starken Zulaufs an Pilgern wurde bald danach mit dem Bau einer steinernen Kapelle begonnen, in der ein geschnitztes Gnadenbild aufgestellt wurde. Die Weihe erfolgte 1670. Eine auf Grund der großen Pilgerscharen geplante Erweiterung der Kirche wurde nicht zuletzt wegen Baumängel zu Gunsten eines Neubaus aufgegeben. Als Bauherr trat der örtliche Grundherr Ferdinand Lorenz Franz Xaver Graf Tilly auf, dessen Familie (Nachkommen des Generals Tilly) mit reichen Pfründen in der von Bayern eroberten Oberpfalz belehnt worden war. 
In den Jahren 1700 bis 1710 wurde nach den Plänen von Giovanni Antonio Viscardi ein Zentralbau errichtet, der von einer Kuppel mit Laterne überwölbt und von vier kleinen Ecktürmen eingefasst ist. Die Stuckierung der Barockkirche stammt von Pietro Francesco Appiani. Die Fresken aus dem Marienleben schuf Hans Georg Asam mit Unterstützung seiner Söhne Cosmas Damian und Egid Quirin. Die Weihe vollzog der Eichstätter Weihbischof Johann Adam Nieberlein am 3. August 1710.
Neben der Kirche entstand 1712 bis 1714 nach Plänen des Franziskanerbruders und Architekten Philipp Plank ein Franziskaner-Kloster zur Betreuung der Wallfahrt. Schon vor der Reformation unterhielt der Orden auf dem unweit gelegenen Möningerberg ein Kloster.
Die Bauform der Freystädter Maria-Hilf-Kirche wird zu den Vorbildern für die Dresdener Frauenkirche gerechnet.
1802 wurde das Kloster durch die Säkularisation in Bayern aufgelöst. Die Kirche sollte abgerissen werden, blieb aber auf Intervention des Freiherrn von Griesenbeck erhalten, der in der Kirche das Grab eines seiner Vorfahren gefunden hatte. 1835 kehrten auch die Franziskaner zurück. Die Kirche hatte stark unter Schäden und Baufälligkeit gelitten und zeigt daher insbesondere bei der Ausstattung nur noch teilweise den ursprünglichen Zustand. So stammt der Hochaltar aus den 1950er-Jahren.

## Orgel

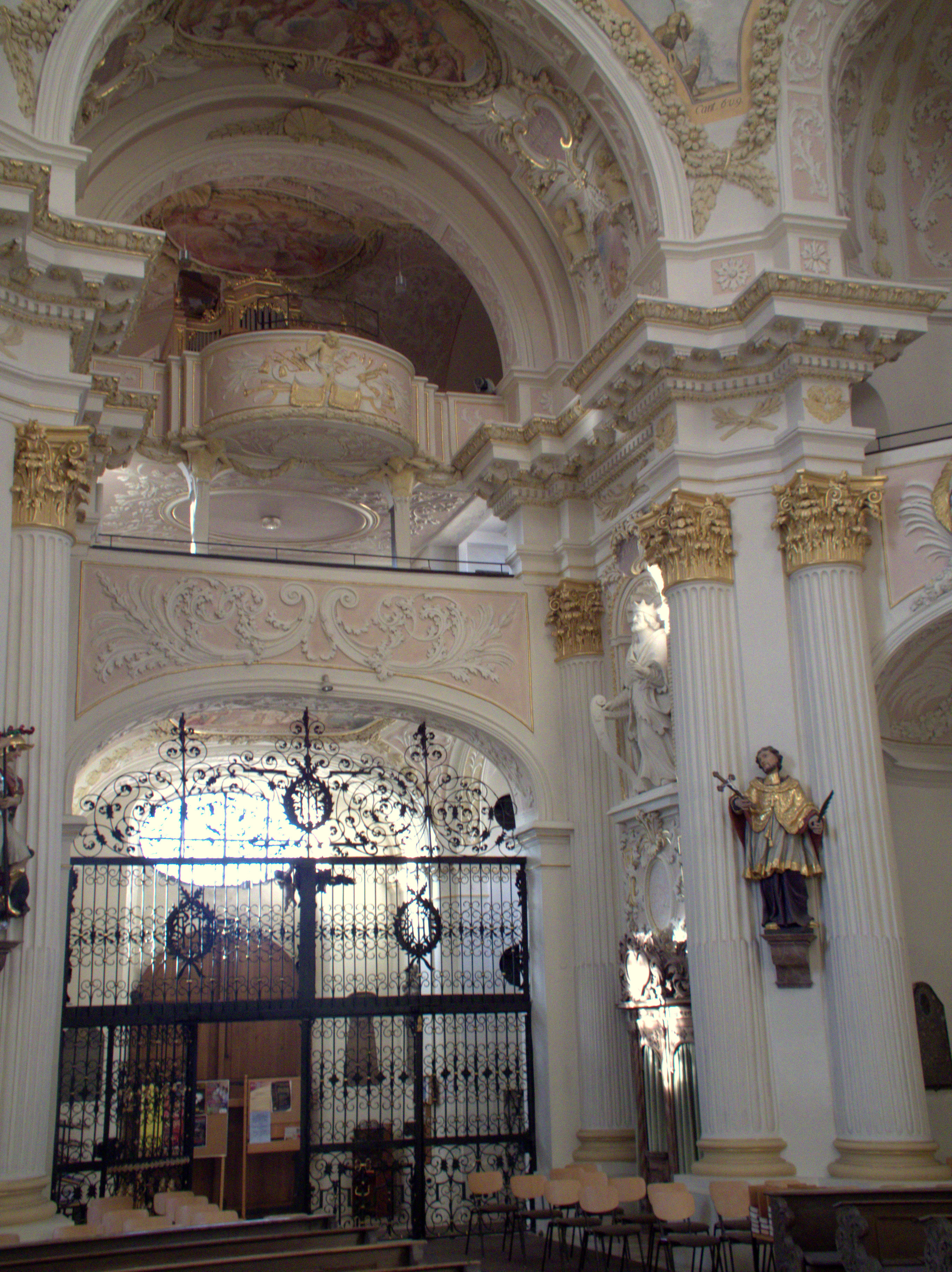
Neubarockprospekt der Orgel

Die Orgel wurde von Volkmar Krätzer mit einem Neo-Barockprospekt erbaut. Das Schleifladen-Instrument hat 15 Register auf zwei Manualen und Pedal. Die Spiel- und Registertrakturen sind mechanisch.
| I Hauptwerk C–g3 |             |       |
| 1.               | Prinzipal   | 8′    |
| 2.               | Gamba       | 8′    |
| 3.               | Bourdon     | 8′    |
| 4.               | Flöte       | 4′    |
| 5.               | Octave      | 4′    |
| 6.               | Superoctave | 2′    |
| 7.               | Mixtur      | 2 ⁄3′ |

| II Schwellwerk C–g3 |            |       |
| 8.                  | Salicional | 8′    |
| 9.                  | Rohrflöte  | 8′    |
| 10.                 | Flöte      | 4′    |
| 11.                 | Feldflöte  | 2′    |
| 12.                 | Quinte     | 1 ⁄3′ |
|                     | Tremulant  |       |

| Pedalwerk C–f1 |            |     |
| 13.            | Subbaß     | 16′ |
| 14.            | Violon     | 8′  |
| 15.            | Gedecktbaß | 8′  |

- Koppeln: II/I, I/P, II/P